# Tadaoto Kainoshō
 (mai 2021).
Si vous disposez d'ouvrages ou d'articles de référence ou si vous connaissez des sites web de qualité traitant du thème abordé ici, merci de compléter l'article en donnant les références utiles à sa vérifiabilité et en les liant à la section « Notes et références ».
Tadaoto Kainoshō (甲斐荘楠音, Kainoshō Tadaoto), né en 1894 et mort en 1978, est un peintre japonais.
Rattaché au mouvement du nihonga, Kainoshō est un artiste pluridisciplinaire, qui se distingue de ses contemporains par son ouverture à l’art occidental et aux thèmes de son époque. Peu connu en France, il regagne une certaine notoriété au début du XXIe siècle au Japon.

## Biographie
Tadaoto Kainoshō ou Kaishō (甲斐荘) Tadaoto de son vrai nom est un peintre de style japonais. Il est né à Kyōto le 23 décembre 1894 et mort le 16 juin 1978. Son frère aîné est Nankō Kainoshō, fondateur de Takasago International Corporation. Il vient d'une famille aisée de bushi, un clan qui revendique la descendance de Kusunoki Masashige. Kainoshō vit une enfance économiquement aisée avec son père, mais souffre cependant d'asthme dès son plus jeune âge. Au préambule de sa vie, il est malade et surprotégé.
Après un passage au lycée préfectoral de Kyōto Daiichi, son intérêt pour la peinture grandit et il s’inscrit à l'école municipale des arts et métiers de Kyōto, où il étudie notamment sous la direction de Takeuchi Seihō. Il redouble cependant une année pour faute d’assiduité en cours. Après cela, il se fait connaître lors de plusieurs expositions, notamment par Kagaku Murakami. En 1915, il est diplômé de l'Université des Arts de la ville de Kyōto. 
Avec Okamoto Shinsō, Irie Hakō et Tamamura Hokuto, il participe à la formation d’un groupe de recherche avant-gardiste sur la peinture japonaise.
En 1918, il expose Peigne de cōté à la kokugakai (国画会 association de la peinture nationale). Il se brouille à cette occasion avec Bakusen Tsuchida. 
En 1922, un de ses tableaux la Femme en tenue bleue est sélectionné au Salon de l’Académie impériale des beaux-arts. 
En 1928, il forme la Shinkisha (新樹社 Société des jeunes arbres) mais de nombreux membres quittent l’association en 1931, ce qui engendre sa dissolution. À partir de cette époque, il commence à s’éloigner du monde de la peinture.
En 1940, à la suite de sa rencontre avec le réalisateur Kenji Mizoguchi, il entame une carrière dans le monde du cinéma en tant que directeur artistique. Grâce à sa relation avec Mizoguchi, il intègre un cercle d'artistes : la Sanzokukai (Association de bandits) en 1943. Il s’y lie d’amitié avec des acteurs comme Yaeko Mizutani, Matsutarō Kawaguchi, Shōtarō Hanayagi, Zengorō Eiraku, Isamu Yoshii, et fait la rencontre de personnes de différents horizons artistiques.
Derrière les références à l’art d’Edo et la technique traditionnelle, son art entrelace de nombreux médiums. Tout au long de sa carrière, il confectionne des scrapbooks dans lesquels on retrouve toutes les références artistiques et visuelles qui l’ont marqué dont, entre autres, Ryūsei Kishida, un artiste majeur du yōga dont les photos se retrouvent en grande quantité dans ses scrapbooks.
Un regain d'intérêt pour ses œuvres se fait sentir à la suite de l’exposition rétrospective qui lui est consacrée au musée d’art de Kyōto en 1963, mais avec l’âge et des problèmes de santé les dernières années de sa vie sont moins productives. Il meurt d’une crise d’asthme en 1978. Sa tombe se trouve à Kyōto au Konkai kōmyō-ji.

### Passion pour le théâtre

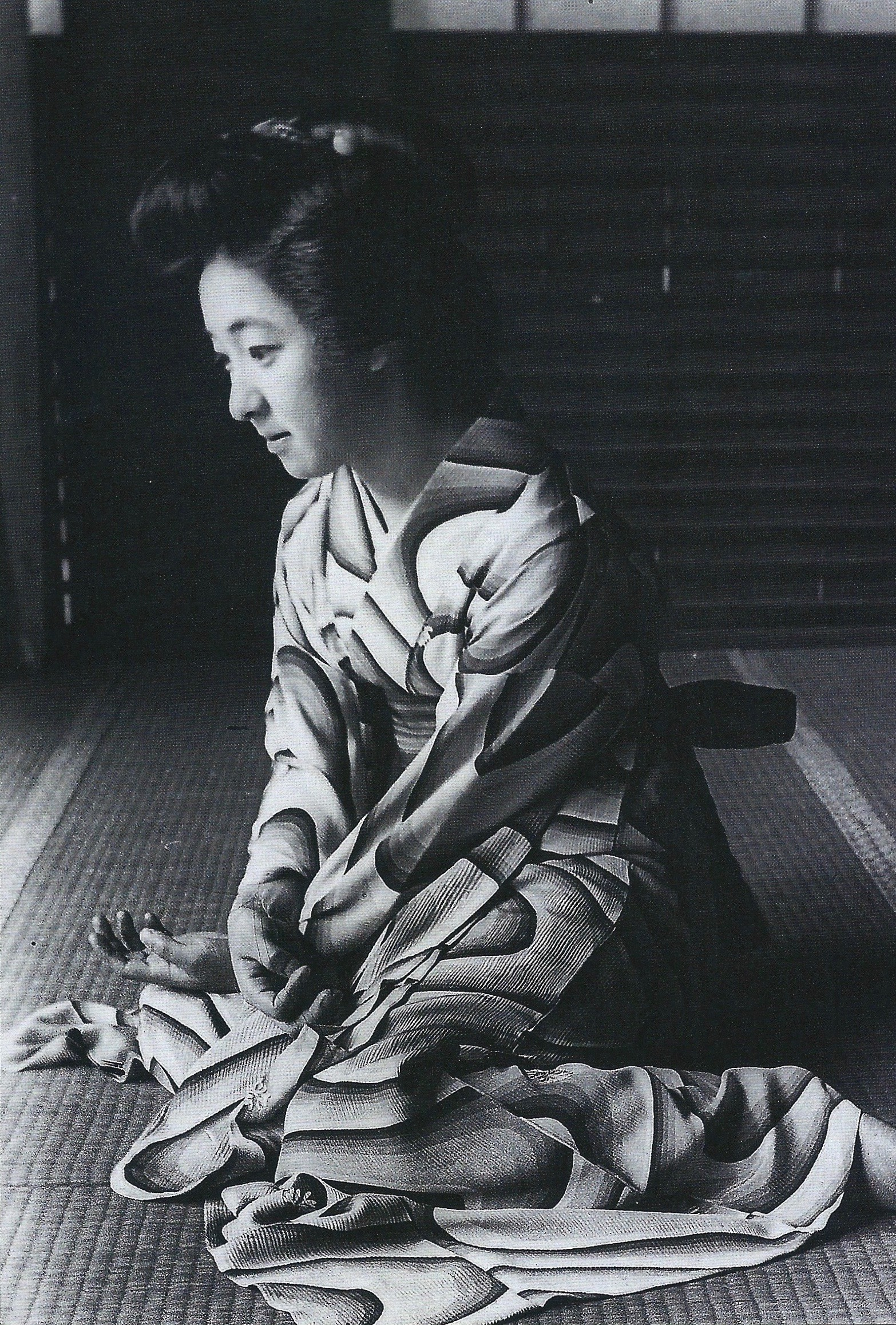
Femme prenant la pose pour le tableau Femme en tenue bleue.

Grâce à des lettres écrites à la fin de sa vie, nous savons que déjà très jeune, Tadaoto Kainoshō éprouve une admiration particulière pour les pièces de théâtre et les rôles féminins joués par des hommes (onnagata). Durant sa formation de peintre, Tadaoto Kainoshō continue de développer son attrait pour le kabuki et l’onnagata, et c’est tout naturellement qu’il commence à peindre en s’inspirant de scène de théâtre.
En effet on retrouve dans ses œuvres de nombreuses représentations d'acteurs se préparant, des courtisanes et même des acteurs de théâtre de marionnette (ningyō-jōruri). On observe aussi une grande quantité d’images découpées représentant des scènes et des acteurs de kabuki dans son scrapbook, qui regroupe ses inspirations et modèles artistiques. 
Tadaoto Kainoshō apprécie également se mettre en scène. Il pose habillé et maquillé à la manière des onnagata et utilise la photographie comme outil à la réalisation de ses tableaux, tel que Avant de monter sur scène pour jouer Katsuragawa (1915). S’il n’était pas rare pour les peintres de nihonga de Kyōto d'apprécier le théâtre, Kainoshō l'intègre pleinement dans sa pratique en combinaison avec la photographie qui occupent également une place importante de son processus créatif.

### Utilisation de la photographie

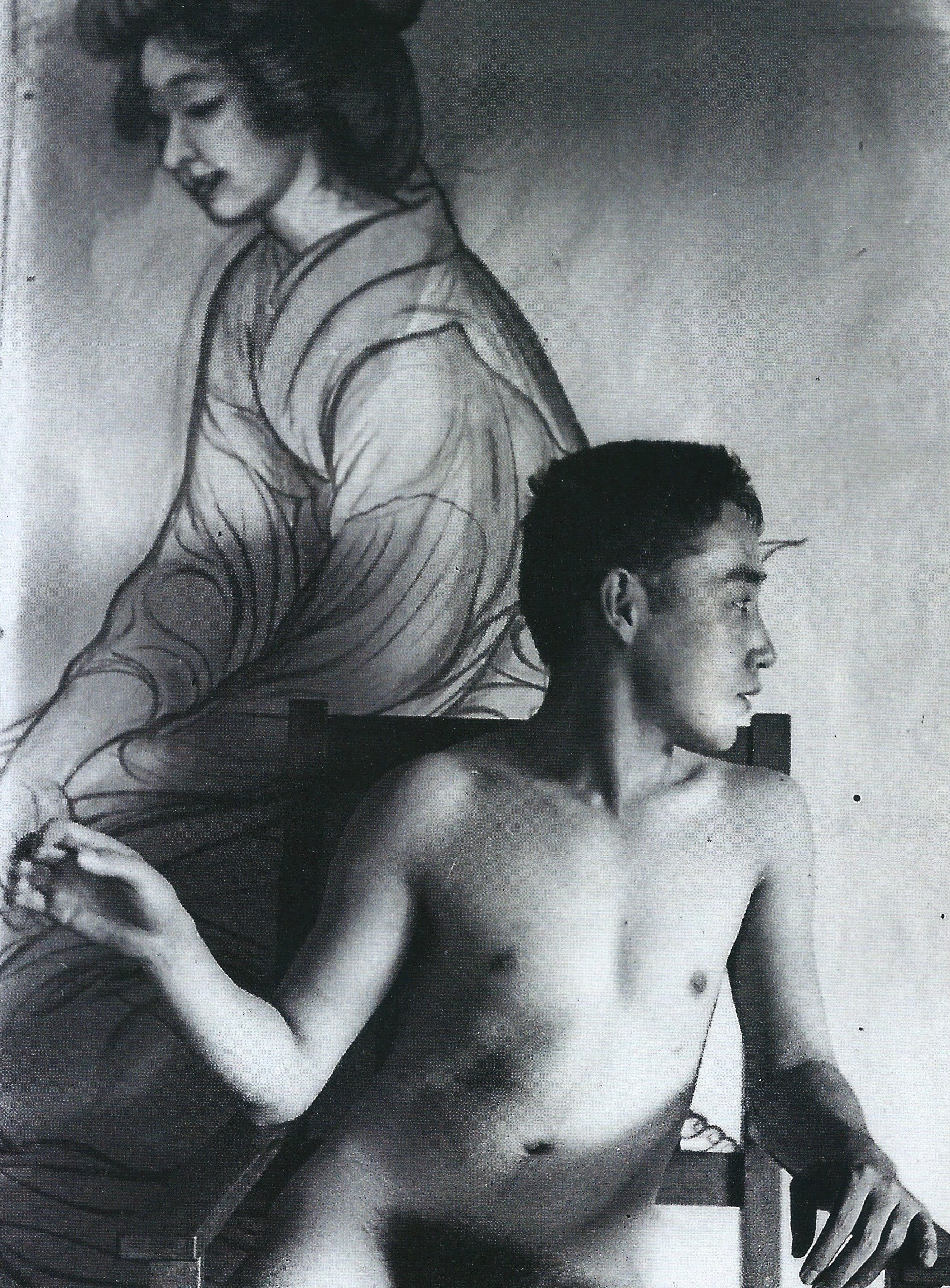
Tadaoto devant le croquis de Femme en tenue bleue.

Ayant accès et appréciant la photographie, Kainoshō l'utilise comme base pour la réalisation de certaines de ses œuvres. De nombreuses photos attestent que certains tableaux sont réalisés à partir d’une photographie, comme la Femme en tenue bleue (1919). 
Il apprécie également être photographié et ces clichés peuvent être appréciés comme une œuvre à part entière, comme celui où il pose nu devant le croquis de la photographie prise pour la Femme en tenue bleue, 1919, ou bien lorsqu’il reprend les postures des figures féminines de ses propres tableaux. 
D’autres clichés montrent Kainoshō accompagné par d’autres modèles, qui pourraient être ses anciens camarades, aussi bien dans des rôles masculins que féminins. On retrouve là encore sa passion pour le théâtre et la mise en scène. 
Si sa pratique d’incarnation de rôle féminin a pu lui attirer des critiques négatives, il ne s’est pour autant jamais arrêté de le faire. Sa vision, son incarnation, et ses représentations de la féminité, en marge, forment l’une des singularités qui caractérise l'œuvre de Tadaoto Kainoshō.

### Carrière dans le cinéma
Les raisons de l’entrée de Tadaoto Kainoshō dans le monde du cinéma sont plus ou moins inconnues. Nous pouvons toutefois affirmer que sa rencontre avec Kenji Mizoguchi est fondamentale. Il commence à travailler avec lui officiellement sur le film La vie d'un acteur de 1941. Il l’assiste alors sur plusieurs de ses films comme Cinq femmes autour d'Utamaro en 1946 et L'Amour de l'actrice Sumako en 1947.
En 1953, il est directeur artistique du film Les Contes de la lune vague après la pluie de Mizoguchi. Ce film remporte le lion d’argent au festival de Venise la même année, et Kainoshō est nommé pour le prix du meilleur costume aux oscars en 1956.
Son travail est essentiellement celui de la direction artistique et de la recherche historique.
Ses différentes tâches sont très diverses : s’assurer de la concordance des costumes, des manières et attitudes des acteurs, des décors, de l’approvisionnement des objets et accessoires d’époque, etc., ce que l’on pourrait appeler aujourd’hui chef décorateur ou accessoiriste.
Mais dans le milieu des années 1960, à mesure que la production de Jidai-geki diminue, Tadaoto Kainoshō lui-même s’éloigne du monde du cinéma. 

## Une peinture née de deux mouvements
Kainoshō s'inscrit dans le mouvement nihonga qui constitue un retour sur des manières de faire et des matériaux considérés plus traditionnellement japonais. Cependant se retrouve également dans sa peinture le mouvement yōga et ses inspirations occidentales. En effet, ses techniques et matériaux sont tirés du nihonga tandis qu'en parallèle, une forte influence du yōga se fait ressentir ; sa manière de révéler les défauts du modèle en exagérant le réel, la dimension grotesque appliquée à ses tableaux, sont autant de caractéristiques de son art qui contrastent avec les formes traditionnelles.
Au cours de l'ère Meiji se développe sur l'archipel le nu sur modèle occidental (rataiga) induisant officieusement un rapport para colonial Japon-Occident. Ces idéaux ne correspondant pas au corps japonais, un travail d'adaptation par les artistes japonais est nécessaire. Un des premiers nus peint avec la technique nihonga est réalisé par Kainoshō en 1926 comme une sorte de rébellion plus ou moins consciente contre un canon imposé.
L'autoportrait également n'était alors pas pratiqué dans le cadre du nihonga. Kainoshō s’inspirera de ce genre particulièrement développé en Occident en incorporant son visage dans plusieurs tableaux. 
C'est un artiste s'inscrivant dans le mouvement nihonga mais néanmoins très influencé par l'occident à travers tout son art. Il se retrouve donc profondément inscrit dans son époque.

## Thème de ses œuvres

### L'incident duKitanai-e
L’incident du kitanai-e (littéralement “peinture sale”) est décisif pour comprendre l’approche picturale de Kainoshō. Après avoir été exposée dans la cinquième exposition de la Kokugakai, sa peinture La Femme et le ballon est qualifiée de « kitanai-e » par Tsuchida Bakusen en 1926, qui la retire ensuite de l’exposition. Ce tableau trouve malgré tout un acheteur, et il finira par ailleurs par disparaître dans un incendie de l’entreprise de celui-ci. Kainoshō, stupéfait par le refus de Tsuchida, décide de qualifier lui-même ses peintures de « kitanai-e ». Encouragé par Juzō Ueda, qui comprend sa démarche, Kainoshō prend à contrepied la critique, et se réapproprie le terme de kitanai-e, pour en faire sa signature picturale. 

### Art décadent

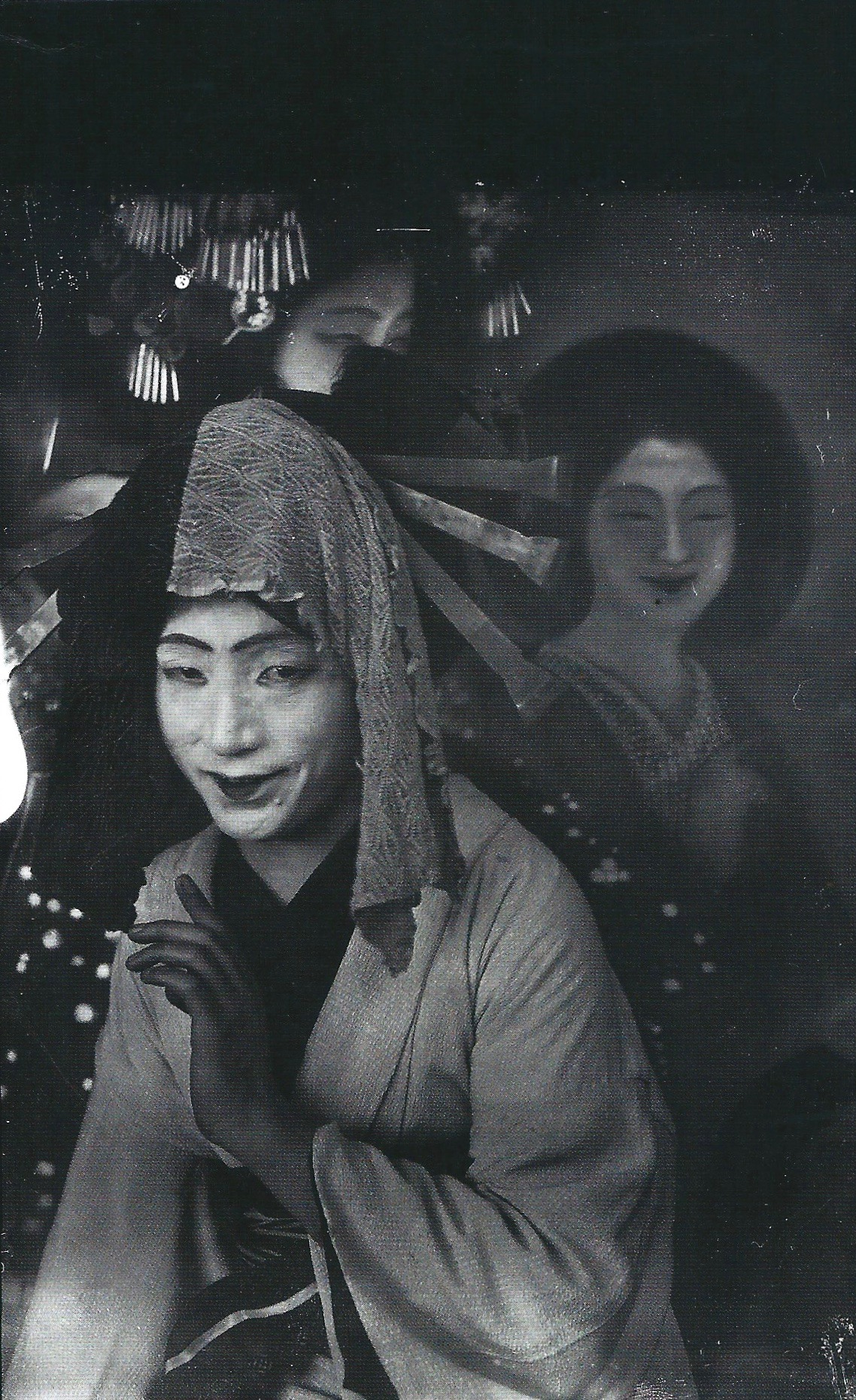
Tadaoto Kainoshō posant devant une de ses peintures (1924).

La peinture de Kainoshō s’inscrit dans la dynamique « décadente » des années 1910-1920. À la fin de l’ère Meiji, jusqu’aux années 1950, la tuberculose fait des ravages chez les jeunes, la classe ouvrière mais aussi chez les artistes. Des peintres comme Shigeru Aoki et Kaita Murayama y succombent. La tuberculose fait émerger un nouveau rapport à la mort chez ces artistes : cette lente dégradation du corps par la maladie est propice à la création, et à une esthétisation de la mort, du laid. On cherche à s’écarter du sacré, de la peinture traditionnelle représentant des scènes de guerre, des scènes religieuses.
Ryūsei Kishida qualifie de « boueux » (デロリ) les peintures de ce type. Ce terme, pris dans une dimension positive, cherche à mettre en valeur l’esthétique du « visqueux », du « sirupeux ». Les peintures de Tadaoto Kainoshō en sont un bon exemple. Les corps sont représentés sans pudeur, de manière crue, sans dissimuler les imperfections du corps. Dans sa série Nu, réalisée sur soie, les corps des femmes sont en chair, la peau foncée, presque luisante. Les tons utilisés, tirant vers le marron pour la peau renforcent cette sensation de viscosité. Il en va de même pour son tableau inachevé Nuit de Printemps (pétale), qui mêle figures traditionnelles, comme la oiran et le chigo et une certaine monstruosité, à travers notamment son sourire et sa figure.

### Homoérotisme
Les codes de l’ukiyo-e et de l’estampe ont une nette influence sur le travail de Tadaoto Kainoshō, et on constate qu’il utilise également les symboles de l’homoérotisme (shudō) d’Edo (1603-1868).
On les retrouve par exemple dans une estampe du Taikanki (Le Grand plaisir) (1920), où l'on peut observer les figures de deux hommes, l’un jeune enlacé par autre plus âgé. La différence d’âge et le collier de perle, qui a dimension bouddhique, évoque les relations homoérotiques entre moine et apprenti. 
Ou bien, dans Épilation (1915), on retrouve la figure d’un éphèbe (wakashū) qui est reconnaissable par sa coiffure et sa mèche avant qui recouvre un haut du crâne rasé. Pour la réalisation de cette œuvre, Kainoshō s’est servi d’un ami comme modèle pour ses croquis et a ensuite transposé son propre visage sur l'œuvre finale. C’est une pratique qui est constatée dans d’autres peintures, notamment sur des figures féminines.
Dans Nuit de printemps (Pétales) (1921), apparaît la figure d’une courtisane (oiran) et d’un jeune garçon (chigo) qui ont également une dimension homoérotique au Japon. Pour la réalisation de cette œuvre, Kainoshō s’est fait photographier habillé et maquillé à la manière des oiran. 
À travers les codes de l’amour mâle de l’époque d’Edo repris dans certaines de ses œuvres, Kainoshō se donne la liberté d’explorer et d’incarner les codes de la féminité et de l’homoérotisme.

## Œuvres
| Nom des œuvres                                             | Technique – support       | dimension         | Lieu d’exposition          |           |
| 太夫と禿 Courtesan and Servant Girl                        | Peinture couleur sur soie | 133.5x54.0        | Musée d'Art moderne, Kyōto | 1912      |
| 桂川の場へ Before the Scene "Katsura-gawa"                 | Peinture couleur sur soie | 145.2x138.0       | Musée d'Art moderne, Kyōto | 1915      |
| 露の乾ぬ間 Until the Dewdrops Dry                          | Peinture couleur sur soie | 177.0x89.0        | Musée d'Art moderne, Kyōto | 1915      |
| 遊女 Courtesan                                             | Peinture couleur sur soie | 152.0x60.0        | Musée d'Art moderne, Kyōto | 1915      |
| 娘 Maiden                                                  | Peinture couleur sur soie | 161.0×63.0        | Musée d'Art moderne, Kyōto | 1915      |
| 毛抜 Pulling hairs                                         | Peinture couleur sur soie | 104.0×70.0        | Musée d'Art moderne, Kyōto | 1915      |
| 畜生塚 Hillock of Beasts                                   | Peinture couleur sur soie | 194.0x576.0（各） | Musée d'Art moderne, Kyōto | 1915      |
| 虹のかけ橋（七妍改題） Rainbow Bridge (Seven Beauties)     | Peinture couleur sur soie | 180.0x370.0       | Musée d'Art moderne, Kyōto | 1915-1976 |
| 横櫛 Yokogushi (A Comb in the Side Hair)                   | Peinture couleur sur soie | 195.0×84.0        | Musée d'Art moderne, Kyōto | 1916      |
| 秋心 Autumnal Heart                                        | Peinture couleur sur soie | 151.0x44.0        | Musée d'Art moderne, Kyōto | 1917      |
| 青衣の女 Woman in blue                                     | Peinture couleur sur soie | 145.0x166.0       | Musée d'Art moderne, Kyōto | 1919      |
| 幻覚 Hallucination                                         | Peinture couleur sur soie | 183.5×105.0       | Musée d'Art moderne, Kyōto | 1920      |
| 舞ふ Dancing                                               | Peinture couleur sur soie | 130.5x89.0        | Musée d'Art moderne, Kyōto | 1921      |
| 春宵（花びら） Spring Night (Petals)                       | Peinture couleur sur soie | 154.0x105.0       | Musée d'Art moderne, Kyōto | 1921      |
| 裸婦 Nude                                                  | Peinture couleur sur soie | 64.0×60.0         | Musée d'Art moderne, Kyōto | 1921      |
| 裸婦 Nude                                                  | Peinture couleur sur soie | 65.0×38.6         | Musée d'Art moderne, Kyōto | 1921      |
| （黒衣の女） (woman in black clothes)                      | Peinture couleur sur soie | 138.5x44.2        | Musée d’Art de Niigata     | 1924-26   |
| 道行 Enlopment                                             | Peinture couleur sur soie | 25.0x28.0         | Musée d'Art moderne, Kyōto | 1924      |
| 裸婦 Nude                                                  | Peinture couleur sur soie | 132.0x51.5        | Musée d'Art moderne, Kyōto | 1926      |
| 櫓お七（下図） Oshichi on the Watchtower for Fire (sketch) | Encre de chine            | 32.0x37.0         | Musée d'Art moderne, Kyōto | 1926      |
| 母之像 Portrait of Mother                                  | Rouleau de soie suspendu  | 64.9×62.2         | Musée d'Art moderne, Kyōto | 1926      |
| 文楽之図 A Scene of Bunraku                                | Peinture couleur sur soie | 144.0×70.5        | Musée d'Art moderne, Kyōto | 1927      |